# Mito (revue)
Mito est une revue littéraire fondée en Colombie en 1955 par Hernando Valencia Goelkel et Jorge Gaitán Durán (es). Elle rassemble plusieurs écrivains autour du mouvement éponyme qui a eu une grande influence sur la littérature colombienne.

## Histoire

### Création
Mito est une revue littéraire colombienne d'un tirage bimestriel d'entre 1 000 et 1 500 exemplaires ; 42 numéros sont tirés entre avril/mai 1955 et mai/juin 1962, et trois séries de livres sont éditées, une fois que la revue est devenue également une maison d'édition.
La publication du premier numéro de Mito, en avril/mai 1955, surprend aussi bien pour son contenu ambitieux que pour l'entité intellectuelle des composantes de son staff : Jorge Gaitán Durán (es) et Hernando Valencia Goelkel dans la direction, et Vicente Aleixandre, Luis Cardoza y Aragón, Carlos Drummond de Andrade, León de Greiff, Octavio Paz, Alfonso Reyes dans le comité commanditaire.
Dès le premier numéro, la ligne éditoriale inclut une poésie explicite. Les éditorialistes s'engagent à publier des textes « où le langage a été amené à sa densité maximum ou à sa tension maximum, plus exactement, et où apparaît une problématique esthétique ou une problématique humaine ». Ce premier numéro inclut des textes de certains membres sus-cités, mais également d'auteurs internationaux reconnus, en particulier français, comme le Marquis de Sade, Saint-John Perse, Simone de Beauvoir, Françoise Sagan ou José Manuel Caballero Bonald.
L'engagement initial est respecté et Mito fait de nombreuses découvertes d'ordre culturel tout en conservant une préoccupation importante pour l'aspect social. La revue offre à ses lecteurs colombiens des textes d'auteurs importants tels que Jorge Luis Borges, Julio Cortázar et Carlos Fuentes, ainsi que de jeunes inconnus tels que Gabriel García Márquez et Álvaro Cepeda.

### La générationMito
La vision de la revue sur le métier et les diverses tendances politiques, économiques et philosophiques créent un bouillon de culture d'écrivains influents.
Cette génération est définie par beaucoup comme la plus importante de la littérature colombienne et inclut des noms comme celui de Gaitán Durán lui-même, mais aussi Eduardo Cote Lamus (es), Álvaro Mutis, Fernando Charry Lara (es), Rogelio Echavarría (es), Carlos Obregón Borrero (es) ou encore Héctor Rojas Herazo (es).
La plupart des membres de la Generación Mito (également appelée Generación de los 50) sont des universitaires et des germanophiles.